# 泰亚史诗
泰亚史诗是一款由网易游戏研发的MMORPG電玩遊戲。2017年發表封測，2019年上市。

## 劇情
故事背景发生在中世纪背景，傳統的劍與魔法世界。從時空傳送門湧出的怪物燒殺世界，人类重拾起被遗忘已久的上古魔法，悉心专研各类秘术開始戰鬥，眾多英雄人物也崛起，一起探索傳送門的真相。

## 遊戲
本遊戲特色為極度經典的MMORPG設計，任何玩家一進入就快速理解了遊戲系統，同時硬體配備要求較低，以求極大多數人能遊玩。
玩家進入後可以選三大職業類，到10級後再轉職專科。
- 初级剑士 - 後續轉骑士、武士、戰士三選一
- 魔法学徒 - 後續轉法师、萨满、牧師三選一
- 见习射手 - 後續轉猎人、刺客、槍手三選一

紙娃娃裝備系統和技能系統與經典MMORPG一致，另有挂件系統獲得各種紋章加值。

## 優缺點
多玩遊戲網和新浪的評測認為整体节奏偏慢，操作界面过于简洁，新手容易死亡是主要缺點，這點帶有一些暗黑破壞神的色彩模仿，但優點是只要深入遊玩能逐漸體會其玩法一些創新之處，同時漸漸變得複雜與社交性，比其第一眼乍看之下的深度要深。尤其對於走過90年代有點老的玩家而言帶來一種強的回憶復古感受想起年輕歲月，屬於額外的樂趣。